# Aérotrain

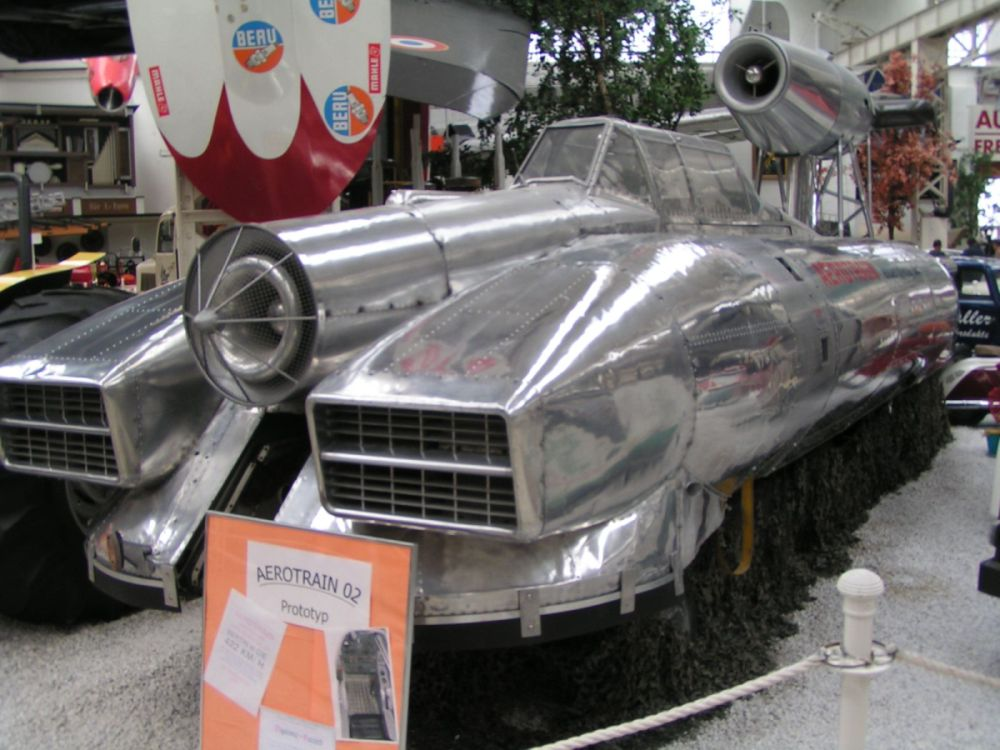
Prototyp číslo 2 v technickém muzeu ve městě Špýru.

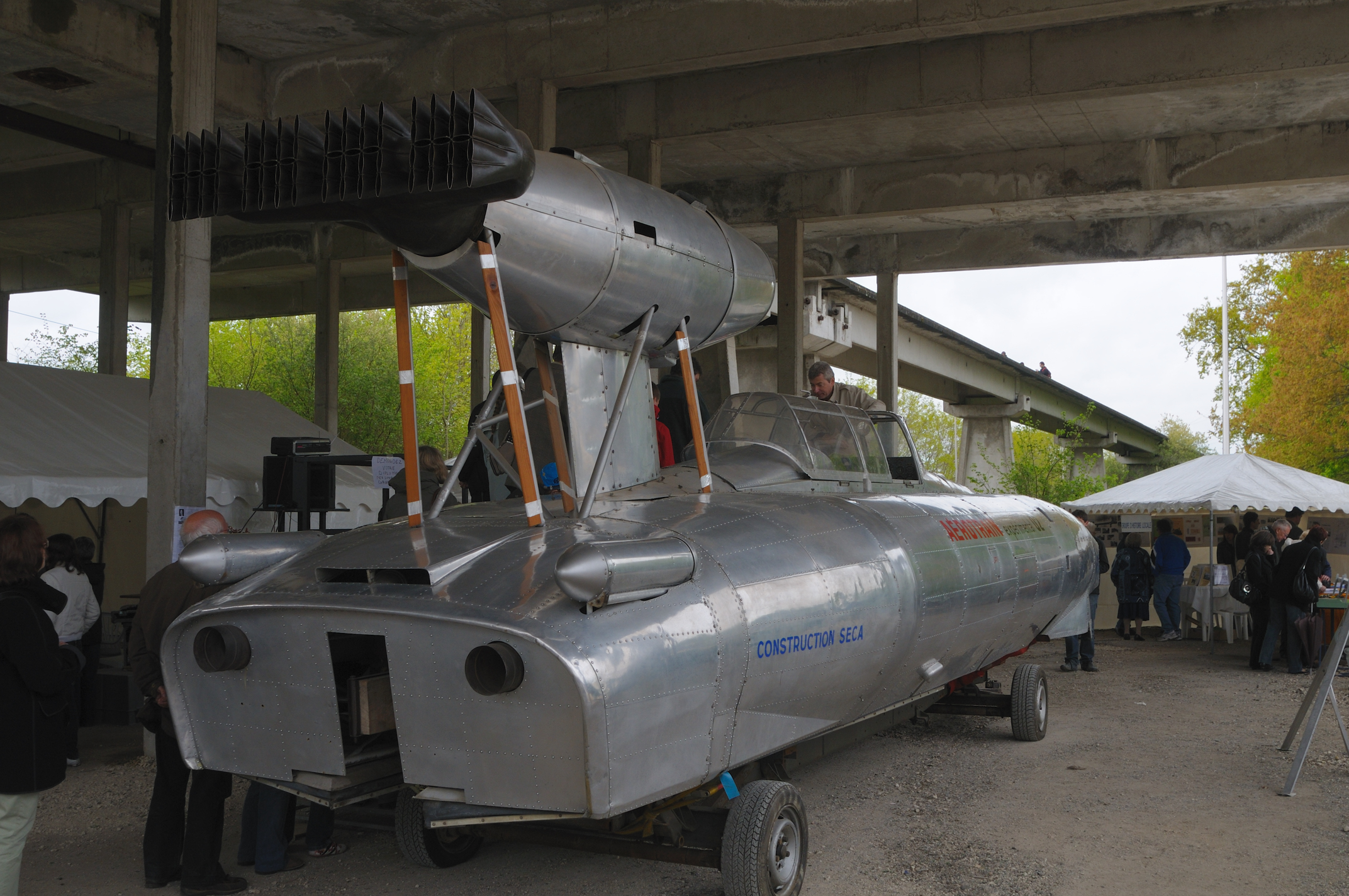
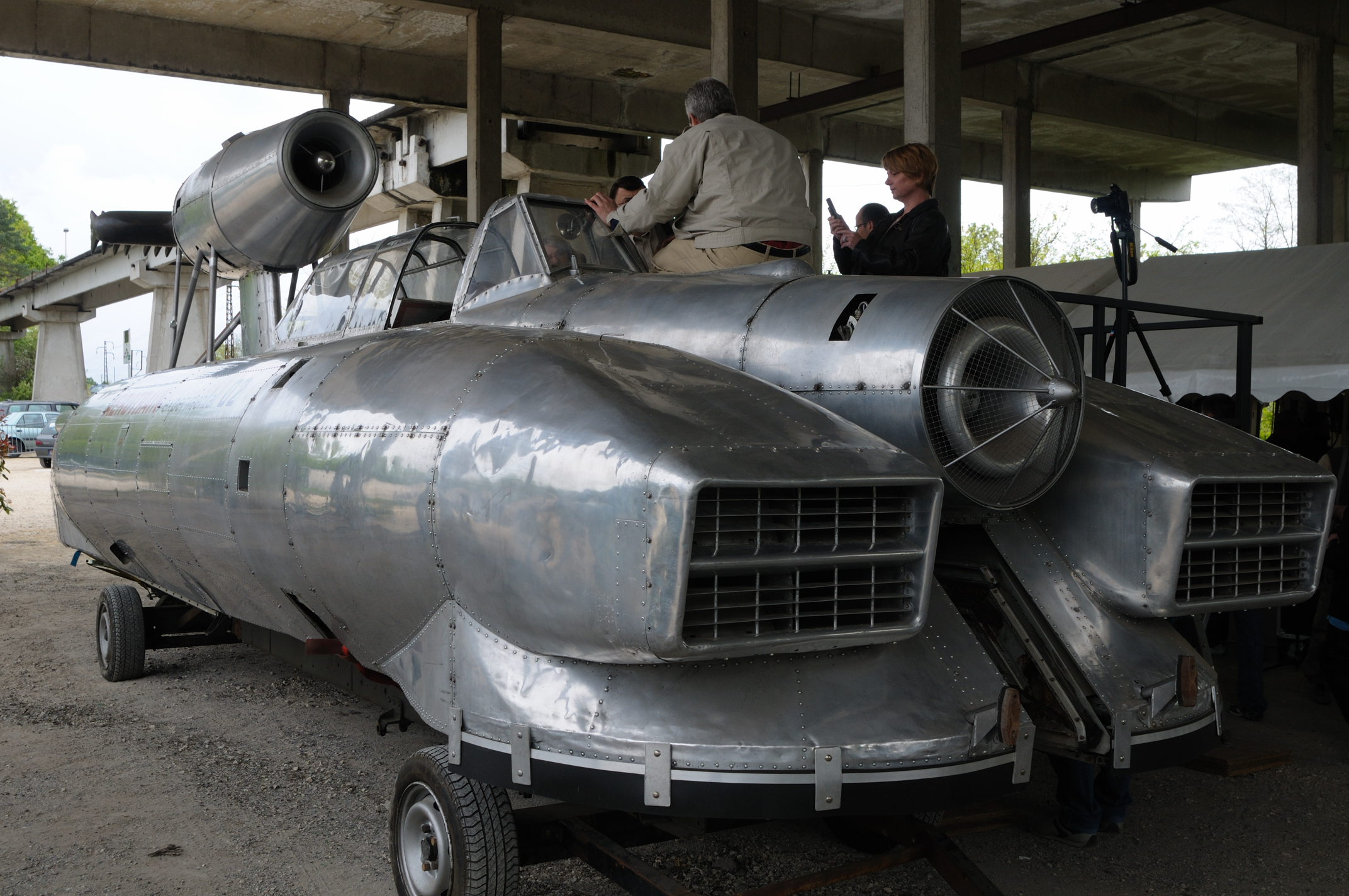
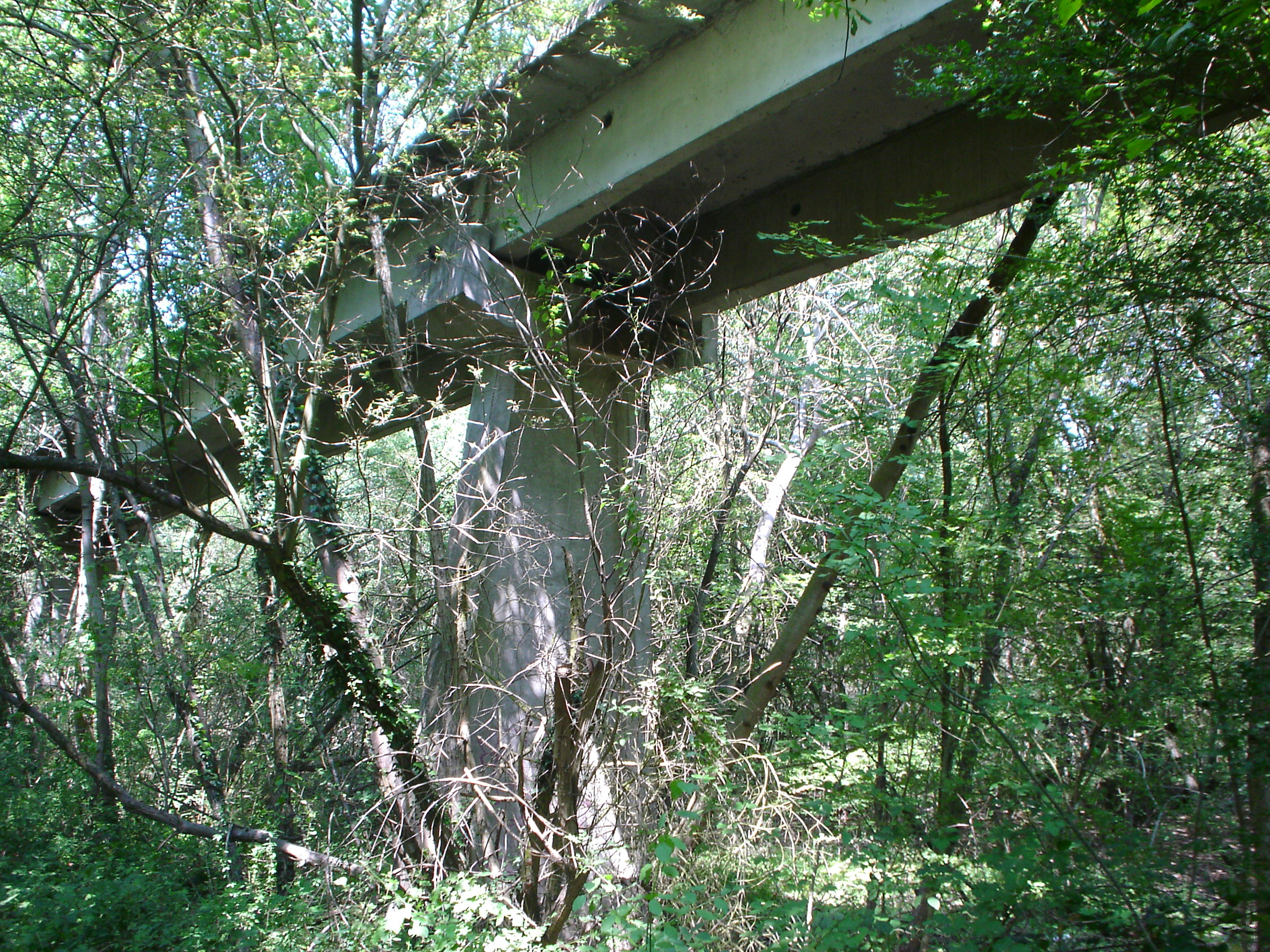
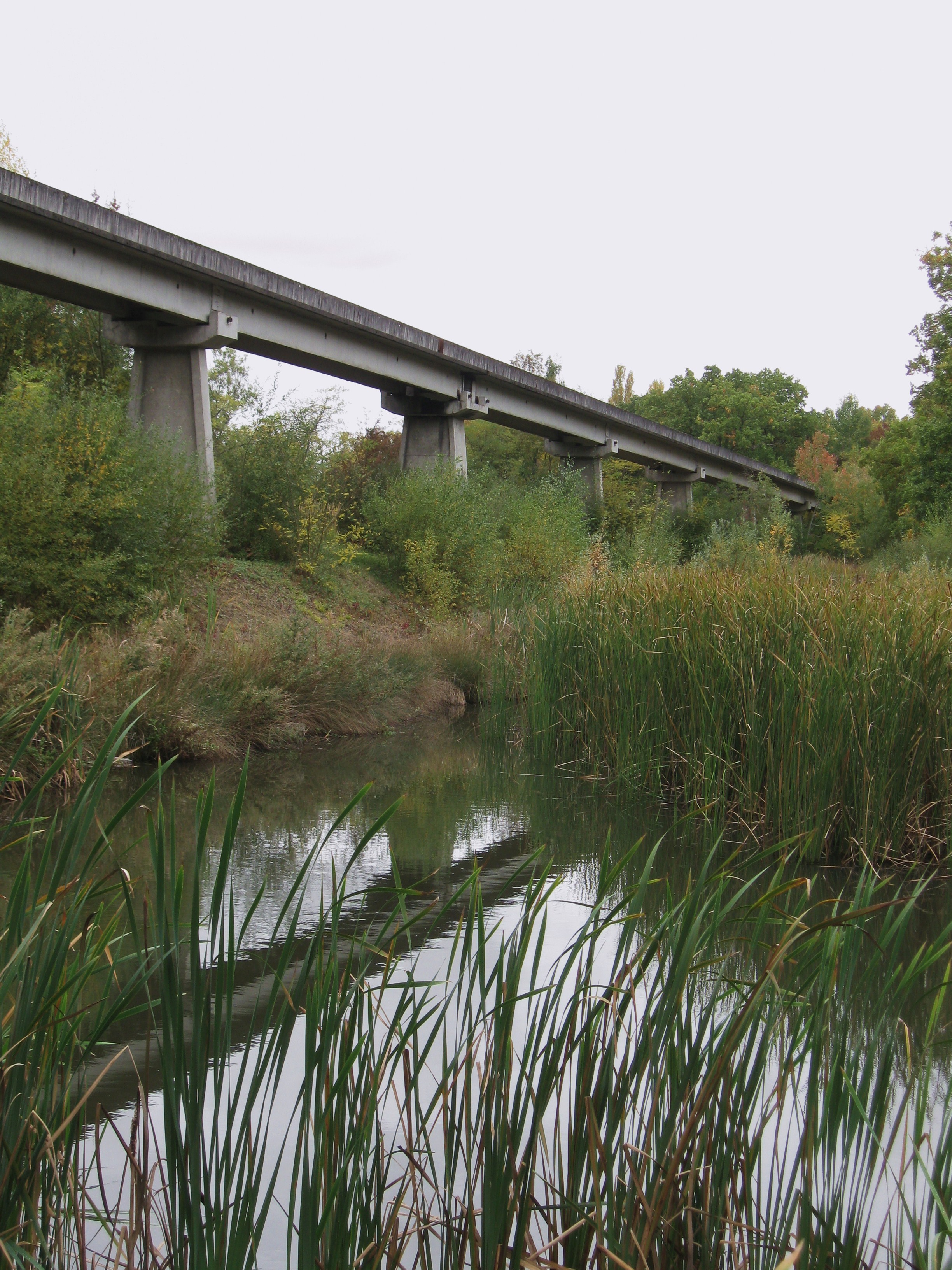
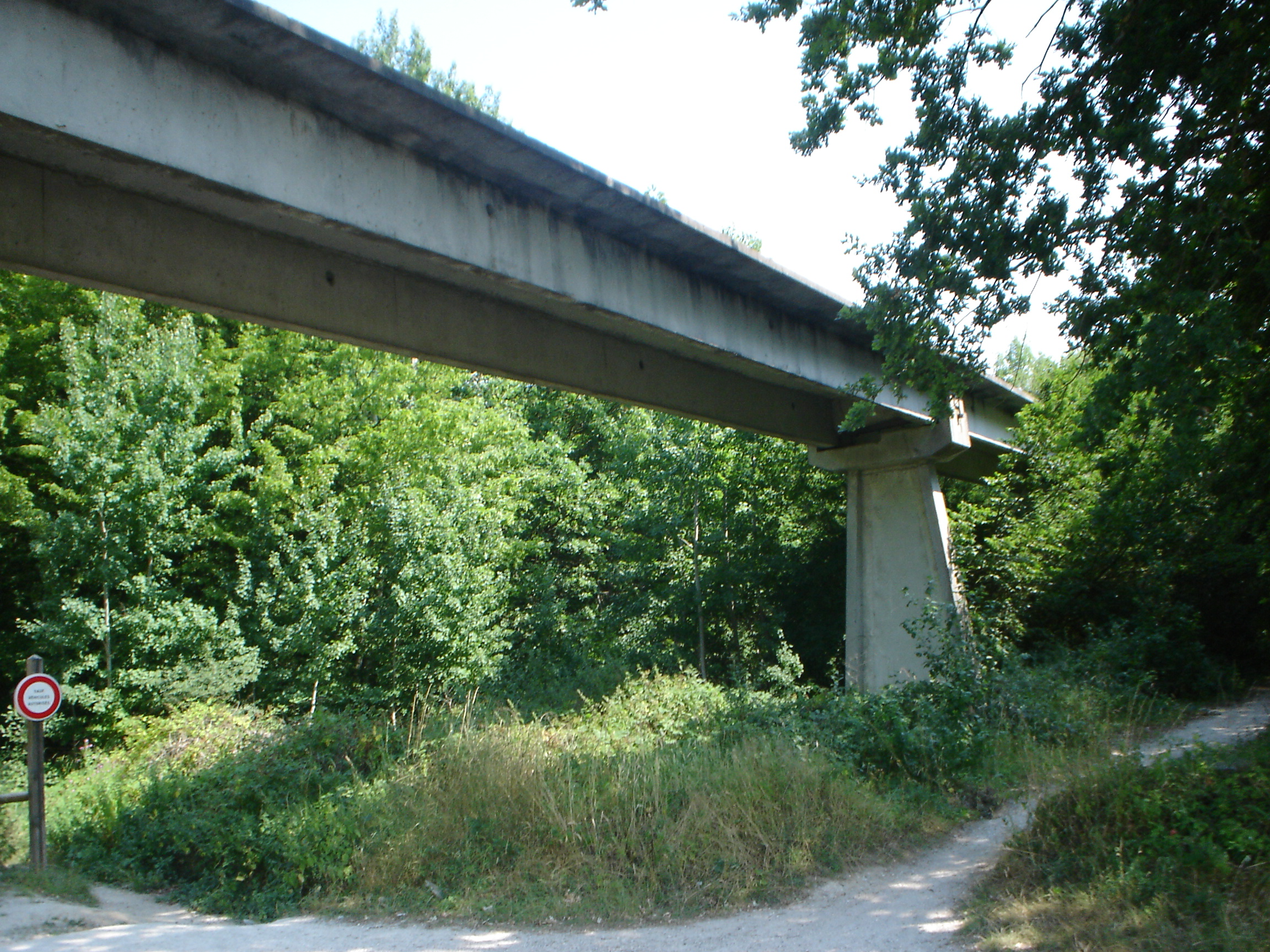

Aérotrain byl experimentální druh vlaku na principu vznášedla, vyvíjený ve Francii v letech 1965–1977. Projekt byl veden inženýrem Jeanem Bertinem. Jednalo se o jednokolejnicový systém (monorail). Rekordnímu vlaku se podařilo dosáhnout 5. března 1974 cestovní rychlosti až 417 km/h. Projekt byl zastaven po vyčerpání financí, smrti hlavního inženýra a rozhodnutí vlády podporovat nadále projekt TGV.